# 院内町 (大分県)
院内町（いんないまち）は、大分県北部に存在した町である。
2005年3月31日、宇佐市・宇佐郡安心院町と新設合併し、新市制による宇佐市となった。

## 歴史
- 1889年4月1日 – 町村制施行に伴い、景平村、落ヶ倉村、斎藤村、宮原村、大門村、月俣村、定別当村が合併して宇佐郡院内村が発足。同時に以下の4村が成立。
  - 両川村 ← 香下村、北山村、沖村、広瀬村、小坂村、新洞村、櫛野村
  - 高並村 ← 高並村、下舟木村、上舟木村、大重見村、小野河内村、小稲村
  - 東院内村 ← 山城村、副村、二日市村、大副村、御沓村、原口村、五名村、日岳村
  - 南院内村 ← 下恵良村、田所村、野地村、温見村、上恵良村、西椎屋村、来鉢村、和田村、羽馬礼村、田平村、台村、土岩屋村、荻迫村、平原村、大坪村、下余村、上納持村、上余村、栗山村、岡村、小平村、滝貞村
- 1955年1月1日 – 院内村・両川村・高並村・東院内村・南院内村の対等合併により院内村が発足。
- 1960年10月1日 – 町制施行。院内町となる。
- 2005年3月31日 – 宇佐市、安心院町との合併による（新）宇佐市発足により消滅。

## 教育

### 中学校
- 院内町立院内中学校

### 小学校
- 院内町立院内中部小学校
- 院内町立院内北部小学校
- 院内町立南院内小学校
  - 羽馬礼分校
- 院内町立上院内小学校

## 交通
- 最寄り空港は大分空港。

### 鉄道
町内を鉄道路線は走っていない。鉄道を利用する際は、JR九州日豊本線中津駅からバス路線があるため、実質的な最寄り駅となっている。

### 道路

#### 高速道路
- 宇佐別府道路
  - 院内インターチェンジ

#### 一般国道
- 国道387号
  - 道の駅いんない

## 名所・旧跡・観光スポット・祭事・催事
- 院内町の石橋（院内町の石橋群）[1][2]

斎藤
- 藤郡神社[3]

宮原
- 元正寺

大門
- 清浄山龍岩寺 – 曹洞宗。阿弥陀如来坐像、薬師如来坐像、不動明王坐像の三尊像、奥の院礼堂は重要文化財である。
- 光蓮寺 – 浄土真宗本願寺派
- 院内町大門八坂神社

定別当
- 上院内小学校

下恵良
- 徳台寺
- 西宝寺
- 南院内小学校

温見
- 徳應寺
- 椎屋耶馬溪

西椎屋
- 大龍寺
  - 大龍寺の梵鐘

## 院内町出身の有名人
- 11代目桂文治（落語家／落語芸術協会）
- 佐藤錬（衆議院議員）
- 神出元一（全国農業協同組合連合会理事長）